# バーバーショップ音楽

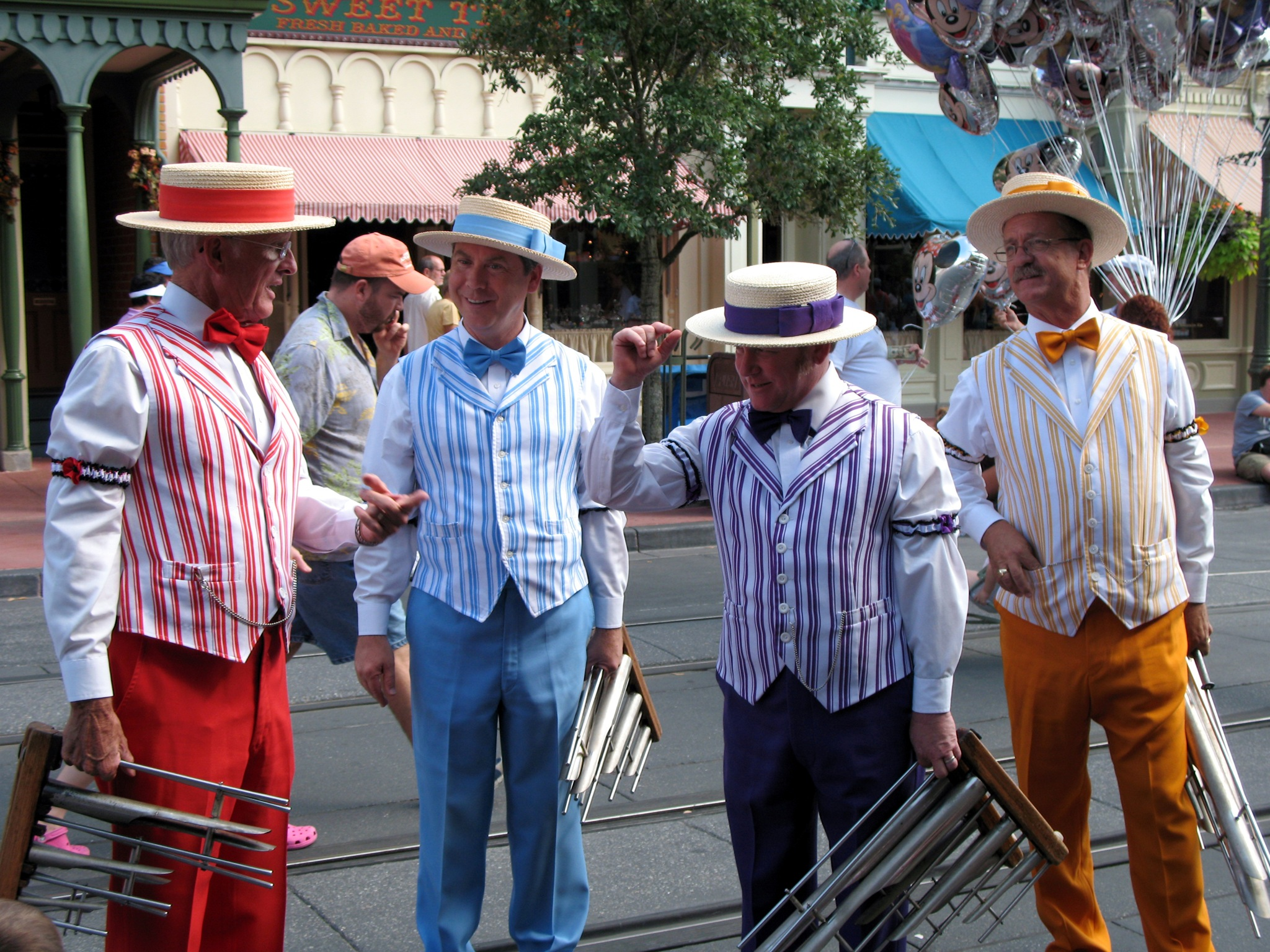
バーバーショップカルテット「ダッパー・ダン」（ウォルト・ディズニー・ワールド・リゾート内のメインストリートUSA）

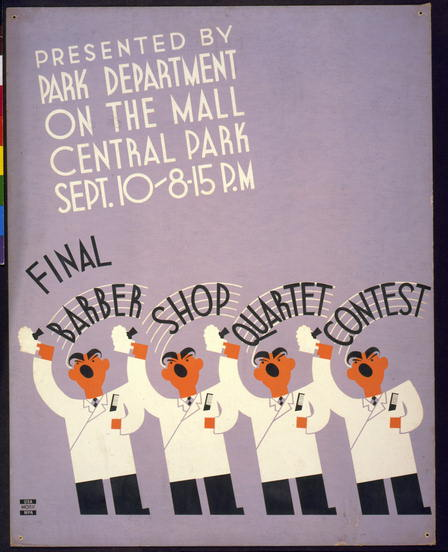
1936年の公共事業促進局のポスター

バーバーショップ音楽とは、バーバーショップ復活期（1930年代以降）に確立した、四声が主にホモフォニー的に進行するア・カペラの無伴奏同声合唱の形態の一つ。各声部にはそれぞれ役割があり、通常、リードが主旋律を歌い、テナーが主旋律より高い音で、ベースが最低音でハーモニーを担当し、バリトンは和音を完成させる。主旋律は不自然な声部連結を回避したり装飾音を付けたりするときを除きテナーやバリトンに歌われることは少ない。バーバーショップの1つの特徴は非和声音によりコードが変化する「スネーク」や「スワイプ」と呼ばれる進行を使うことである。四声より少ないパートで歌われる箇所がある曲もある。
バーバーショップ音楽には各声部1人ずつのバーバーショップカルテットと合唱に近いバーバーショップコーラスの2つの演奏形態がある。
Barbershop Harmony Society (BHS) によると、バーバーショップ音楽はわかりやすい歌詞と歌いやすいメロディを持ち、調性が明確で、メジャーコード、マイナーコード、バーバーショップの（属および副属）七の和音を暗示し、五度圏を中心としたコード進行をするという特徴がある。バラードなどゆったりとした曲の場合、テンポを一定にすることはしばしば避けられ、ルバートして演奏されることがよくある。
ベース以外の声部はクラシック音楽の声部と対応しない。バーバーショップのテナーはカウンターテナーに、バリトンはヘルデンテノールまたはリリコバリトンの声域とテナーのテッシトゥーラに、リードは一般的にテナーと対応する。バーバーショップは男声と女声の両方で演奏されるが、声部の名称はどちらであっても同じである。

## 起源
現代的なバーバーショップ音楽は1940年代に復活したことから始まったとされている一方、バーバーショップという分野そのものがどのような人種、性別、地域、背景から生まれたのかについては諸説ある。
歴史的な記録や報道によるとアフリカ系アメリカ人の若者にはカルテットで歌う強い伝統があると示されている。1882年のNew York Ageには、黒人が劇場やコンサートホールから排除される過程でバーバーショップが身近な娯楽として発達したことが記されている。ジャズミュージシャンのルイ・アームストロングは少年時代にニューオーリンズの街角でハーモニーを作ったと語っており、全米黒人地位向上協会のJames Weldon Johnsonは「バーバーショップのハーモニを歌って育った」と語っている。
"barber's music"という表現はサミュエル・ピープスにより17世紀のアマチュア器楽を表すものとして述べられている。ブリタニカ百科事典によると19世紀のカルテットスタイルの起源は「あいまい」であり、おそらくbarber's musicに遡るか、理髪店がコミュニティセンターとして働いていた時代に遡る。その後、白人のミンストレル・ショーの歌い手がこのスタイルを取り入れ、レコード業界の初期にレコーディングされ販売された。この頃を代表する曲には"Shine On, Harvest Moon"、"Hello, Ma Baby"、"Sweet Adeline"などがある。Johnsonはバーバーショップが人種の壁をすでに越えたと1920年代に綴っている。
バーバーショップ音楽は1900年から1919年の間は非常に人気があり、その中でもthe Haydn Quartet、the American Quartet、the Peerless Quartetは最も人気のあるカルテットだった。近代的なバーバーショップカルテットはカンカン帽や縦縞のベストといった昔の派手なヴォードヴィルの衣装を着る。スコット・ジョプリンは1911年のオペラTreemonishaにバーバーショップカルテットを盛り込んだ。バーバーショップスタイルは1920年代に徐々に埋もれていくが、バーバーショップのハーモニーはゴスペルにはっきり残っていた。
現代のバーバーショップ音楽はカルテットやバーバーショップコードの使用など1900年前後の音楽の特徴を有するが、研究者の中には1940年代にBarbershop Harmony Societyがコンテストのシステムとルールを定めていく過程で効果的に作成された創られた伝統だと主張している者もいる。

## 組織

### Barbershop Harmony Society
アカペラの復活は1938年頃、Owen C. Cashという税理士がラジオの脅威から芸術を守ろうとしたときに行われた。彼はオクラホマ州のタルサ出身の投資銀行家Rupert I. Hall. Bothから支援を得た。Cashはカルテットのアカペラが衰退するのを激しく嫌っていた。
Cashの考えに何千人もの人々がすぐに応え、その年にS.P.E.B.S.Q.S.A.として知られる"Society for the Preservation and Encouragement of Barber Shop Quartet Singing in America"が立ち上がった。そのグループは活動の初期に"Barbershop Harmony Society"という新たな名称を採用した。法律上の名称は変わっていないが、正式ブランド名は2004年に"Barbershop Harmony Society"に変更された。
サタデー・イブニング・ポストの1936年9月26日付けの表紙のSharp Harmonyというノーマン・ロックウェルの絵には、理髪師と3人の客がアカペラを歌って楽しむ様子が描かれている。この絵はSPEBSQSAのプロモーションとして採用された。

## 女声

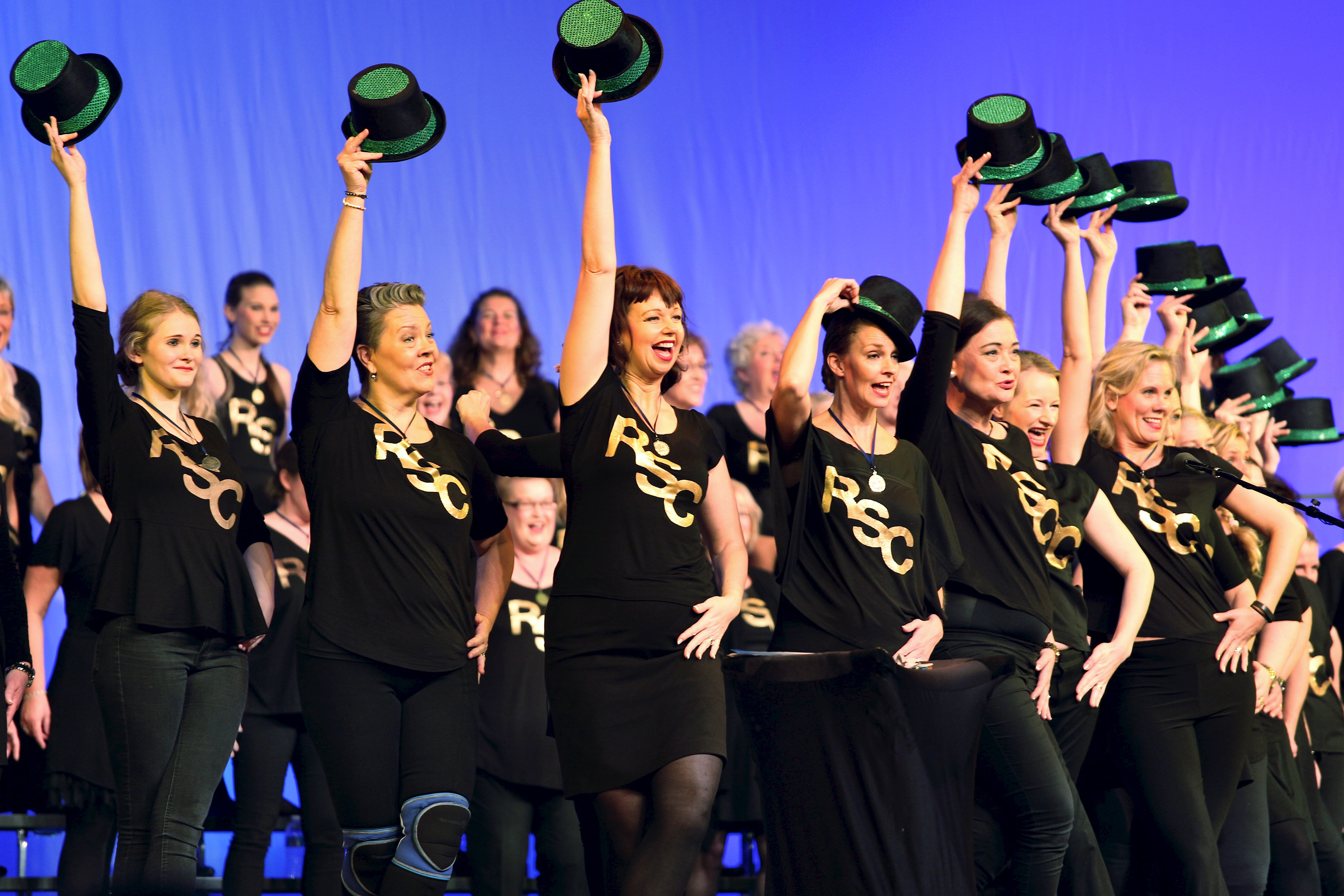
Sweet Adelines Internationalのバーバーショップコーラスで最高記録を持つ「Rönninge Show」

伝統的に、"barbershop"はカルテットでもコーラスでも男声と女声の両方に使われる。Sweet Adelines Internationalは世界的に、Harmony, Inc.は北アメリカで活動する女声のバーバーショップの団体である。他にはイギリスのthe Ladies Association of Barbershop Singers (LABBS)、スペインのthe Spanish Association of Barbershop Singers (SABS)、アイルランドのthe Irish Association of Barbershop Singers (IABS) がある。

## 主要な曲
Barbershop Harmony Societyは以下の12曲を"Polecat"として指定しており、全メンバーにレパートリーとして歌えるよう推奨している。全て有名で伝統的なバーバーショップの曲である。
- Down by the Old Mill Stream (by Tell Taylor)
- Down Our Way (by Al Stedman & Fred Hughes, 編曲Floyd Connett)
- Honey/Little 'Lize-Medley (古典、編曲Floyd Connett)
- Let Me Call You Sweetheart (作詞Beth Slater Whitson、作曲Leo Friedman)
- My Wild Irish Rose (作詞作曲Chauncey Olcott、編曲Floyd Connett)
- Shine on Me
- The Story of the Rose (Heart of My Heart)
- Sweet Adeline (You're The Flower Of My Heart)
- Sweet and Lovely (by Norm Starks, 編曲Mac Huff)
- Sweet, Sweet Roses of Morn (Oscar F. Jones and Martin S. Peake、1915年)
- Wait 'Til the Sun Shines, Nellie (by Andrew B. Sterling and Harry Von Tilzer、編曲Warren "Buzz" Haeger)
- You Tell Me Your Dream (I'll Tell You Mine)

Barbershop Harmony Societyは2015年5月28日、"Polecat"とする曲に以下の曲を追加した。
- Bright Was The Night
- Caroline
- (When It's) Darkness On The Delta (Levinson, Neiburg, Symes)
- Drivin' Me Crazy
- From The First Hello To The Last Goodbye" (作詞作曲Johnny Burke)
- Goodbye, My Coney Island Baby / We All Fall
- Hello Mary Lou (Goodbye Heart)
- I Don't Know Why (I Just Do)
- I've Been Working on the Railroad
- Lida Rose / Will I Ever Tell You
- Over The Rainbow (作詞エドガー・イップ・ハーバーグ、作曲ハロルド・アーレン)

他の有名な曲には以下のようなものがある。
- Alexander's Ragtime Band
- Come Fly with Me
- Hello Ma Baby
- In the Good Old Summer Time
- Jeanie with the Light Brown Hair
- Last Night Was the End of the World
- Love Me and the World Is Mine
- Shine On Harvest Moon
- Sweet Georgia Brown
- Wedding Bells Are Breaking Up That Old Gang of Mine
- What'll I Do
- Yes Sir, That's My Baby

これらの伝統的な曲が一定の役割を持っている一方、バーバーショップ音楽には最近の曲もある。ほとんどの音楽はバーバーショップスタイルに編曲でき、バーバーショップのコード進行を取り入れた編曲ができる人は多い。現代のバーバーショップカルテットやコーラスには多種多様の全時代のレパートリーがある。ショー・チューン、ポップス、さらにはロックまでもがバーバーショップスタイルに編曲されており、バーバーショップは若者にとってより魅力的になっている。